# Niccolò Coscia
Niccolò Paolo Andrea Coscia (Pietradefusi, 25 januari 1682 – Napels, 8 februari 1755) was een Italiaans geestelijke en kardinaal van de Rooms-Katholieke Kerk.
Op 28 maart 1705 ontving hij de priesterwijding. Op 23 juli 1724 werd hij gewijd tot titulair bisschop van Traianopolis in Rhodope. Coscia werd op 11 juni 1725 kardinaal gecreëerd door paus Benedictus XIII. Zijn titelkerk werd de Santa Maria in Domnica. Coscia was secretaris van Benedictus XIII geweest toen deze nog aartsbisschop van Benevento was. Op 21 februari 1730 werd Coscia zelf aartsbisschop van Benevento.
Tijdens het pontificaat van Benedictus XIII voerde hij het concrete bewind over de Kerkelijke Staat, maar richtte door buitengewoon financieel wanbeleid de pauselijke schatkist te gronde. Toen Benedictus XIII in 1730 overleed vluchtte Coscia uit Rome. Onder de nieuwe paus Clemens XII moest hij in 1731 aftreden als aartsbisschop en er volgde een rechtszaak waarin hij werd beschuldigd van afpersing, valsheid in geschrifte en misbruik van vertrouwen. In 1733 werd hij geëxcommuniceerd en veroordeeld tot tien jaar gevangenisstraf in de Engelenburcht. Na de dood van Clemens XII in 1740, werd hij vrijgelaten. In 1742 werd hij vrijgesproken van alle aanklachten en weer opgenomen. Hij overleed in Napels in 1755.
Hij nam als kardinaal deel aan de conclaven van 1730 (paus Clemens XII) en 1740 (paus Benedictus XIV).